# 奥山倫明
奥山 倫明（おくやま みちあき、1963年 - ）は、日本の宗教学者、東洋英和女学院大学教授。

## 略歴
東京都出身。東京都立国立高等学校卒、1986年東京大学文学部宗教学科卒、1996年同大学大学院人文科学研究科博士課程修了、「エリアーデにおける自律的宗教学の展開 比較と歴史の統合」で文学博士の学位を取得。
1998年南山大学文学部（のち人文学部）助教授、2001年教授、中村元賞受賞、2012年南山宗教文化研究所所長、2020年東洋英和女学院大学教授。

## 著書
- 『エリアーデ宗教学の展開 比較・歴史・解釈』（刀水書房、南山大学学術叢書） 2000
- 『摂受心院 ほとけの心を生きる』（仲田順和, ソムデット・プラマハー・ラッチャマンカラーチャーン, 城戸朱理共著、「摂受心院」刊行会と共編、中央公論新社） 2012

## 翻訳
- 『エリアーデ 世界宗教事典』（ミルチャ・エリアーデ, ヨアン・P・クリアーノ、せりか書房） 1994
- 『エリアーデ宗教学の世界 新しいヒューマニズムへの希望』（デイヴィッド・ケイヴ、吉永進一共訳、せりか書房） 1996
- 『世界宗教史4　諸世界の邂逅から現代まで』（ミルチア・エリアーデ原案、ヨアン・P・クリアーヌ, ヘルダー社編、木塚隆志, 深澤英隆共訳、筑摩書房 1998、のちちくま学芸文庫（7・8） 2000
- 『宗教の比較研究』（ヨアヒム・ヴァッハ、渡辺学, 保呂篤彦共訳、法藏館、叢書・現代世界と宗教） 1999
- 『エリアーデ・オカルト事典』（ローレンス・E・サリヴァン編、鶴岡賀雄, 島田裕巳共訳、法藏館） 2002
- 『象徴と芸術の宗教学』（ミルチャ・エリアーデ, ダイアン・アポストロス=カッパドナ編、作品社） 2005
- 『天国と地獄の事典』（ミリアム・ヴァン・スコット、日本語版監修、原書房） 2006
- 『宗教学必須用語22』（マーク・C・テイラー編、監訳、刀水書房） 2008
- 『アルカイック宗教論集』（ミルチャ・エリアーデ、島薗進, 鶴岡賀雄, 山中弘, 松村一男, 深澤英隆, 江川純一共編、監修、国書刊行会、宗教学名著選1） 2013
- 『ポルトガル日記 1941-1945』（ミルチャ・エリアーデ、木下登, 宮下克子共訳、作品社） 2014
- 『英国の仏教発見』（フィリップ・C・アーモンド、法蔵館文庫） 2021
- 『原始文化』上・下（エドワード・タイラー、松村一男 監修、奥山史亮, 長谷千代子, 堀雅彦共訳、国書刊行会、宗教学名著選5・6） 2019

## 参考
- J-GLOBAL

## 註
1. ↑  『週刊朝日』1983年4月1日号、東大合格者全氏名。